# Quinn Gleasonová
Quinn Gleasonová (* 10. listopadu 1994 Mendon, New York) je americká profesionální tenistka. Ve své dosavadní kariéře na okruhu WTA Tour vyhrála jeden turnaj ve čtyřhře.  V sérii WTA 125 vybojovala dvě deblové trofeje. V rámci okruhu ITF získala jeden titul ve dvouhře a patnáct ve čtyřhře.
Na žebříčku WTA byla ve dvouhře nejvýše klasifikována v červenci 2019 na 323. místě a ve čtyřhře pak v  listopadu 2024 na 86. místě.

## Tenisová kariéra
V letech 2013–2016 hrála univerzitní tenis na University of Notre Dame ve státě Indiana, kde její rodiče Sean a Cindy Gleasonovi vystudovali právnickou fakultu a získali doktoráty (JD). Na fakultě umění a literatury vystudovala obory film, televize a divadlo a pre-health sciences.
V rámci okruhu ITF debutovala v červnu 2011, když na turnaji v Buffalu dotovaném 10 tisíci dolary postoupila z kvalifikace. V úvodním kole dvouhry podlehla krajance Anně Mamalatové. Premiérový titul v této úrovni tenisu vybojovala během dubna 2017 na floridském turnaji v Indian Harbour Beach s rozpočtem 80 tisíc dolarů. Ve finále čtyřhry porazila s krajankou Kristie Ahnovou brazilsko-mexický pár Laura Pigossiová a Renata Zarazúová. Přerušila tak sérii čtyř finálový porážek.
Na okruhu WTA Tour debutovala washingtonskou čtyřhrou Citi Open 2019, kde s krajankou Ingrid Nelovou na úvod nestačily na Američanku Marii Sanchezovou s Maďarkou Fanny Stollárovou až po nezvládnutém supertiebreaku v poměru 13:15. Do grandslamu poprvé zasáhla ve čtyřhře Wimbledonu 2021, do níž s krajankou Eminou Bektasovou nastoupily až jako náhradnice. Časné vyřazení jim přivodily Belgičanky Greet Minnenová s Alison Van Uytvanckovou.
První zápas na túře WTA vyhrála ve čtyřhře antukového Jasmin Open Monastir 2022, kde s Britkou Emily Appletonovou postoupila do čtvrtfinále přes francouzsko-australskou dvojici Cascinová a Tjandramuliová. Premiérového semifinále dosáhla na červencovém Ladies Open Lausanne 2023, když s Francouzkou Elixane Lechemiovou vyřadily Švýcarky Viktoriji Golubicovou se Simonou Waltertovou. O týden později posunula kariérní maximum účastí v prvním finále na okruhu WTA Tour. Do souboje o titul postoupila s Lechemiovou v deblu Livesport Prague Open 2023. Nestačily v něm však na japonsko-gruzínský pár Nao Hibinová a Oxana Kalašnikovová. 

## Finále na okruhu WTA Tour

### Čtyřhra: 2 (1–1)
| Legenda            |
| ------------------ |
| Grand Slam (0)     |
| Turnaj mistryň (0) |
| WTA 1000 (0)       |
| WTA 500 (0)        |
| WTA 250 (1–1)      |

| Stav       | č. | datum         | turnaj         | kategorie | povrch | spoluhráčka        | soupeřky ve finále               | výsledek              |
| ---------- | -- | ------------- | -------------- | --------- | ------ | ------------------ | -------------------------------- | --------------------- |
| Finalistka | 1. | srpen 2023    | Praha, Česko   | WTA 250   | tvrdý  | Elixane Lechemiová | Nao Hibinová Oxana Kalašnikovová | 7–6(9–7), 5–7, [3–10] |
| Vítězka    | 1. | listopad 2024 | Mérida, Mexiko | WTA 250   | tvrdý  | Ingrid Martinsová  | Magali Kempenová Lara Saldenová  | 6–4, 6–4              |

## Finále série WTA 125

### Čtyřhra: 4 (2–2)
| Legenda       |
| ------------- |
| WTA 125 (2–2) |

| Stav       | č. | datum         | turnaj                 | povrch | spoluhráčka        | soupeřky ve finále                       | výsledek              |
| ---------- | -- | ------------- | ---------------------- | ------ | ------------------ | ---------------------------------------- | --------------------- |
| Finalistka | 1. | listopad 2022 | Montevideo, Uruguay    | antuka | Elixane Lechemiová | Ingrid Martinsová Luisa Stefaniová       | 5–7, 7–6(8–6), [6–10] |
| Vítězka    | 1. | září 2023     | Lublaň, Slovinsko      | antuka | Amina Anšbová      | Freya Christieová Yuliana Lizarazová     | 6–3, 6–4              |
| Finalistka | 2. | srpen 2024    | Barranquilla, Kolumbie | tvrdý  | Ingrid Martinsová  | Jessica Faillová Hiroko Kuwatová         | 6–4, 6–7(2–7), [7–10] |
| Vítězka    | 2. | září 2024     | Montreux, Švýcarsko    | antuka | Ingrid Martinsová  | María Lourdes Carléová Simona Waltertová | 6–3, 4–6, [10–7]      |

## Tituly na okruhu ITF
| Dotace turnajů okruhu ITF | Dotace turnajů okruhu ITF |
| ------------------------- | ------------------------- |
| 100 000 $ tournaments     | 80 000 $ tournaments      |
| 60 000 $ tournaments      | 75 000 $ tournaments      |
| 40 000 $ tournaments      | 25 000 $ tournaments      |
| 15 000 $ tournaments      | —                         |

### Dvouhra (1 titul)
| Č. | datum       | turnaj                     | povrch | poražená finalistka | výsledek         |
| -- | ----------- | -------------------------- | ------ | ------------------- | ---------------- |
| 1. | červen 2017 | Villa del Dique, Argentina | antuka | Victoria Bosiová    | 6–7(2), 6–3, 6–2 |

### Čtyřhra (15 titulů)
| Č.  | datum         | turnaj                                | povrch    | spoluhráčka           | poražené finalistky                       | výsledek         |
| --- | ------------- | ------------------------------------- | --------- | --------------------- | ----------------------------------------- | ---------------- |
| 1.  | duben 2017    | Indian Harbour Beach, Spojené státy   | antuka    | Kristie Ahnová        | Laura Pigossiová Renata Zarazúová         | 6–3, 6–2         |
| 2.  | červenec 2017 | Knokke, Belgie                        | antuka    | Luisa Stefaniová      | Leonie Küngová Axana Mareenová            | 6–4, 7–5         |
| 3.  | červenec 2017 | Brussels, Belgie                      | antuka    | Luisa Stefaniová      | Priscilla Heiseová Deborah Kerfsová       | 6–3, 6–2         |
| 4.  | srpen 2017    | El Espinar, Španělsko                 | tvrdý     | Luisa Stefaniová      | Ayla Aksuová Bibiane Schoofsová           | 6–3, 6–2         |
| 5.  | únor 2018     | Solarino, Itálie                      | koberec   | Emily Appletonová     | Mathilde Armitanová Maria Masiniová       | 3–6, 7–5, [10–8] |
| 6.  | březen 2018   | Solarino, Itálie                      | koberec   | Svjatlana Piraženková | Anna Klasenová Romy Kölzerová             | 6–4, 6–4         |
| 7.  | listopad 2018 | Colina, Chile                         | antuka    | Luisa Stefaniová      | Barbara Gaticová Rebeca Pereirová         | 6–0, 4–6, [10–7] |
| 8.  | leden 2019    | Petit-Bourg, Guadeloupe               | tvrdý     | Luisa Stefaniová      | Vladica Babicová Rosalie van der Hoeková  | 7–5, 6–4         |
| 9.  | duben 2019    | Palm Harbor, Spojené státy            | antuka    | Ingrid Neelová        | Akgul Amanmuradovová Lizette Cabrerová    | 5–7, 7–5, [10–8] |
| 10. | únor 2020     | Nicholasville, Spojené státy          | tvrdý (h) | Catherine Harrisonová | Whitney Osuigweová Hailey Baptisteová     | 7–5, 6–2         |
| 11. | červen 2021   | Santo Domingo, Dominikánská republika | tvrdý     | Emina Bektasová       | Kelly Willifordová Ana Carmen Zambureková | 7–5, 6–4         |
| 12. | říjen 2021    | Las Vegas, Spojené státy              | tvrdý     | Tereza Mihalíková     | Tara Mooreová Emina Bektasová             | 7–6(5), 7–5      |
| 13. | říjen 2021    | Macon, Spojené státy                  | tvrdý     | Catherine Harrisonová | Alycia Parksová Alana Smithová            | 6–2, 6–2         |
| 14. | únor 2022     | Glasgow, Spojené království           | tvrdý (h) | Catherine Harrisonová | Justina Mikulskytė Valeria Savinychová    | 6–4, 6–1         |
| 15. | duben 2024    | Charlottesville, Spojené státy        | antuka    | Emily Appletonová     | Marija Kononovová Marija Kozyrevová       | 7–6(5), 6–1      |